# Son Serra de Marina
Son Serra de Marina és un poble costaner que ha esdevingut nucli urbà del terme de Santa Margalida situat a la Badia d'Alcúdia, a Mallorca entre Can Picafort i la Colònia de Sant Pere. Té una població de 653 habitants. Destaca la necròpolis de Son Real, un jaciment arqueològic situat a l'oest del poble.
Tot i que no compta amb una gran oferta hotelera, Son Serra de Marina és un important nucli turístic durant l'estiu, amb una àmplia oferta de restauració. A partir dels anys 70, es consolidà com un destí turístic de l'illa. Actualment, moltes persones visiten aquest indret per gaudir de les seves platges verges, bars i restaurants, així com per realitzar activitats com excursions a cavall i altres propostes de lleure a l'aire lliure.

## Llocs d'interès
L'Illot des Porros: és un illot del nord de Mallorca que pertany al municipi de Santa Margalida. Fa uns 3.050 m². Segons les fonts, es troba a 120 metres de Mallorca i la seva altitud màxima és de 2,3 metres. Forma part de la Necròpoli de Son Real, ocupada des de l'edat del ferro fins a l'època romana.

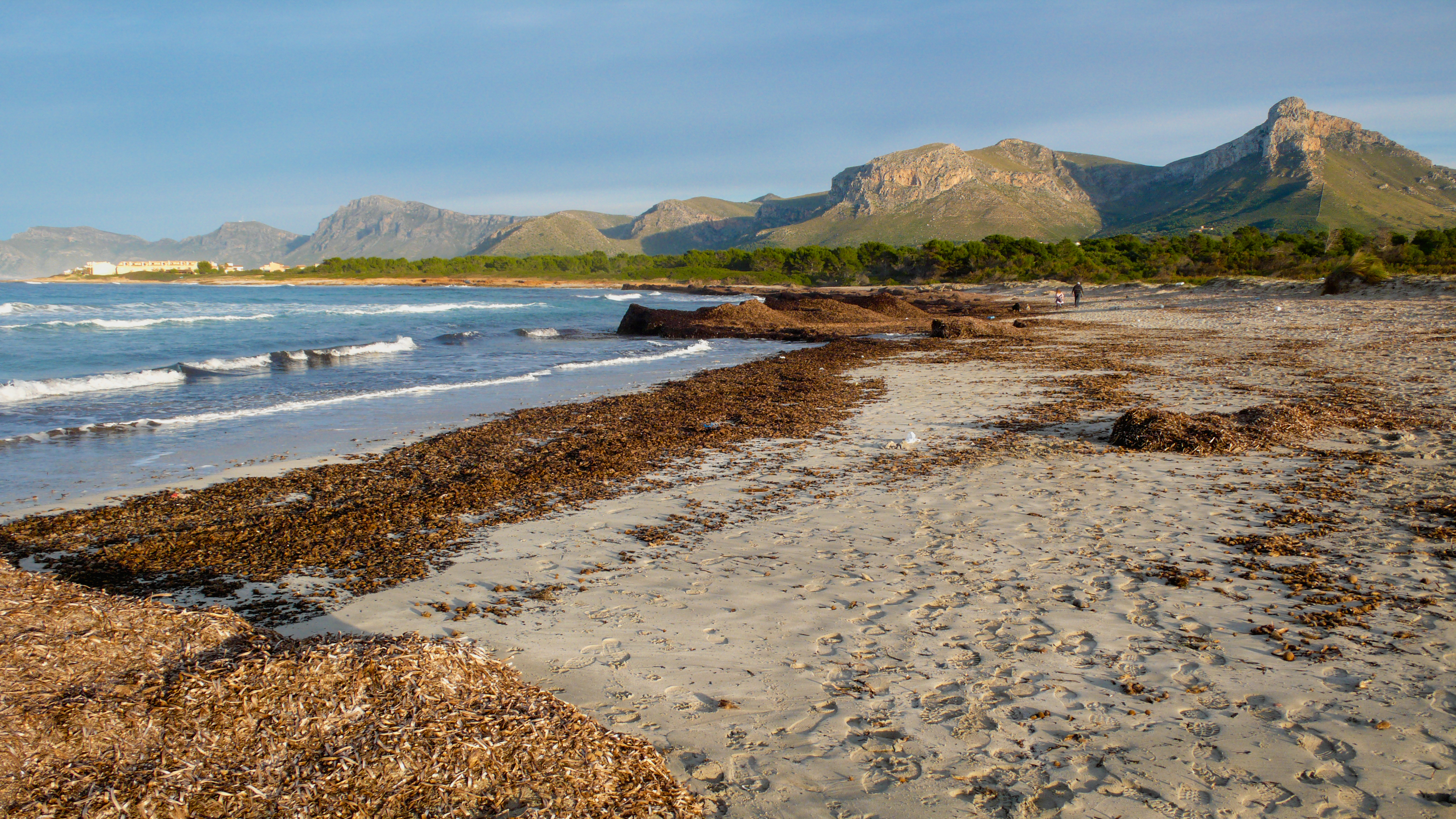
Platja de Son Serra de Marina

El torrent de na Borges: és, amb de més de 40 km de longitud, el curs d'aigua més llarg de Mallorca. Alhora recull l'aigua d'una de les conques hidrogràfiques més grans de l'illa amb més de 330 km². Aquest curs d'aigua no és permanent, però porta aigua bona part de l'any, sobretot el curs mitjà i baix. Neix entre Manacor i Felanitx, corre cap al nord, travessa els municipis de Vilafranca de Bonany, Petra, i Santa Margalida i arreplega les aigües de l'oest de les serres de Llevant.
La necròpolis de Son Real: és un important jaciment arqueològic situat vora la mar a la possessió de Son Real, avui finca pública del govern de les Illes Balears, a les proximitats de Can Picafort, municipi de Santa Margalida. Aquesta necròpolis va ser construïda durant el període talaiòtic, i es va fer servir fins al s. II aC. Ha romàs abandonada molts anys fins que es va promoure la seva conservació i la represa del seu estudi a partir dels anys noranta del segle xx. Actualment és un jaciment consolidat i amb bon estat de conservació.
La necròpolis es troba dins el terme municipal de Santa Margalida i és de caràcter públic. S'hi pot accedir a peu des de la desembocadura del torrent de Son Bauló, vorejant la costa en direcció sud-est uns 20 minuts fins a arribar a la punta dels Fenicis, on es troba el jaciment.
Dunes de Son Serra: són unes muntanyes d'arena naturals situades dins al devora del torrent de na Borges.